# Лепідокрокіт

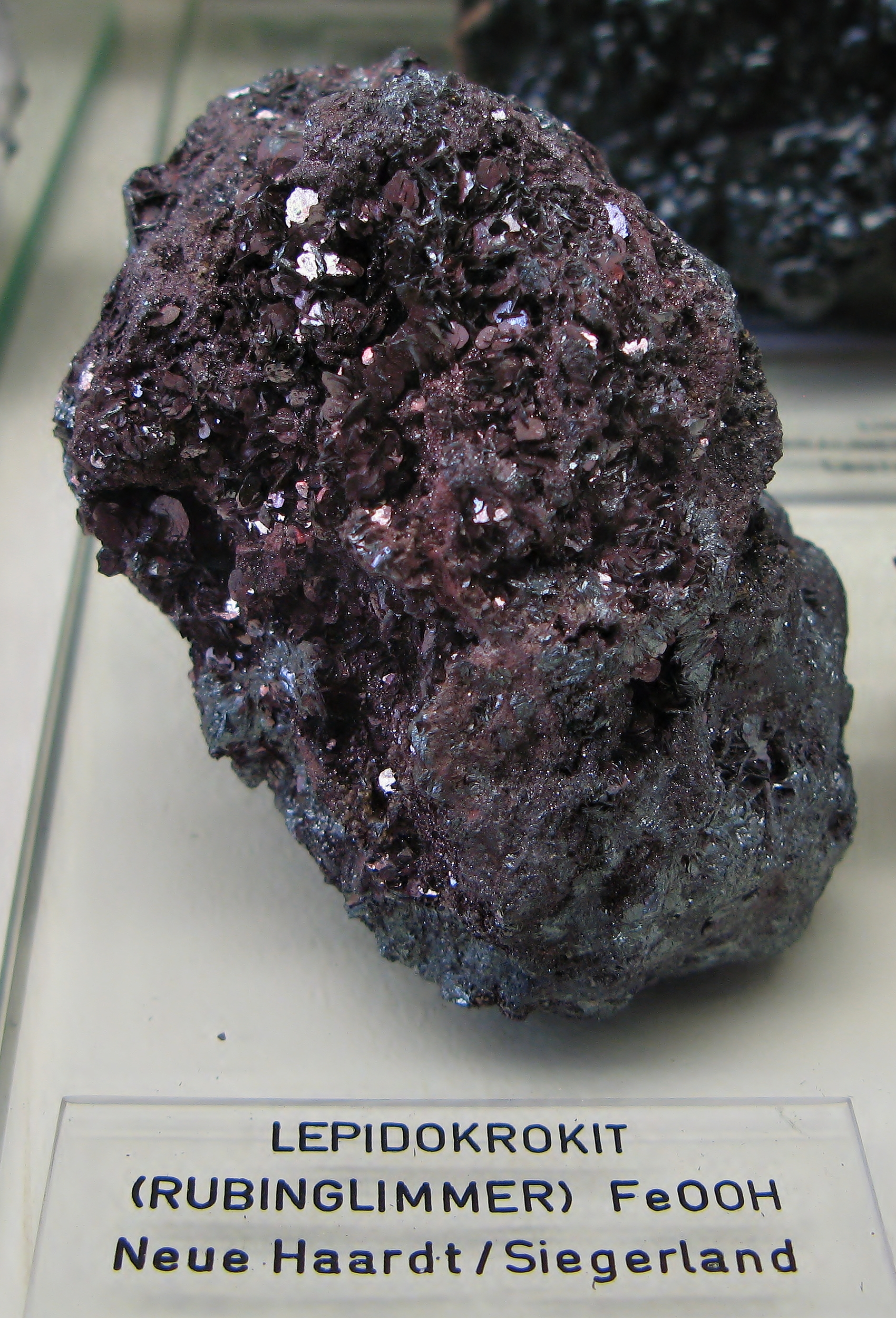
Лепідокрокіт

Лепідокрокіт (рос. лепидокрокит; англ. lepidocrocite; нім. Lepidokrokit m) — слюдка рубінова, мінерал класу гідроксидів, одноосновний оксид заліза шаруватої будови.

## Загальний опис
Хімічна формула: γ-FeO(OH). Містить (%): Fe2О3 — 89,86 і Н2O — 10,14. Домішки MnO, Al2O3, SiO2, CaO, MgO. Сингонія ромбічна. Кристали пластинчасті, тонколускуваті, волокнисті. Характерні лускаті, пластинчаті, волокнисті, променеподібні і радіально-волокнисті агрегати, часто утворює зональні агрегати, в яких чергується з ґетитом або гідроґетитом. Густина 3,84-4,1. Твердість 4,0-5,5. Колір рубіново-червоний до коричневого, іноді з фіолетовим відтінком. Блиск алмазний. Спайність довершена в одному напрямі. Риса оранжева або цеглясто-червона. Крихкий. Зустрічається в складі бурих залізняків, бокситів, ґрунтів. Продукт вивітрювання у залізорудних мінералах. Пігмент бурої вохри.
Відомий у складі залізних руд гідротермально-осадових родовищ. Збагачується аналогічно лімоніту.
Від грец. лепіс — луска, пластинка і «крокіс» — нитка, шерсть (J.C.Ullmann, 1813).